# Honoré Ngbanda
Honoré Ngbanda Nzambo Ko Atumba, né le 5 mai 1946 à Lisala au Congo belge, et mort le 21 mars 2021 au Maroc, est un homme politique congolais, ambassadeur, puis ministre de la Défense à l'époque de la présidence de Mobutu Sese Seko.

## Biographie
Honoré Ngbanda Nzambo Ko Atumba est né à Lisala le 5 mai 1946 dans la région de l’Équateur, au Congo belge, nom de l'actuelle République démocratique du Congo (RDC). Il fait ses études primaires chez les missionnaires catholiques, les Pères de Scheut, à la Mission catholique de Roby, dans la province de l'Équateur. Il poursuit ensuite, notamment au petit séminaire de Bolongo à Lisala.
Vers la fin des années 1960 alors qu’il est encore étudiant à L’Université Lovanium (actuellement Université de Kinshasa), il est mis à contribution, comme d'autres étudiants, pour suppléer au sein du collège Saint-Thomas de Lisala, au départ de coopérants enseignants belges, à la suite de désaccords politiques entre le Congo et la Belgique. Début des années 1970, il obtient sa licence en philosophie avec la mention distinction et s’envole pour la Belgique pour entamer un doctorat à l’Université de Louvain.
Peu de temps après[Quoi ?], il est affecté à la présidence de la république du Zaïre comme chercheur au Centre national de documentation (CND, actuellement Agence nationale de renseignements), les services de renseignement congolais.
En 1972, il est affecté à la Présidence de la République du Zaïre en qualité de chef du collège des chercheurs et analystes au sein du CND, département de la documentation extérieure (CND/DDE). En 1975, Il devient administrateur (équivalent de directeur) chargé des opérations au CND/DDE. À ce titre, il entame une campagne de négociation et de rapatriement des anciens rebelles zaïrois en Ouganda, au Kenya, en Tanzanie et en Zambie. Plusieurs cadres rebelles regagnent le pays sous sa protection, dont principalement leur chef, Gaston Soumialot, rentré à Kinshasa en novembre 1975. En 1976, il est affecté à l’ambassade du Zaïre à Bruxelles en qualité de premier conseiller et de directeur du centre culturel du Zaïre en Europe. En 1979, il occupe le poste de directeur adjoint du Service national d’intelligence (SNI) qui remplace le CND[réf. souhaitée]. 
En 1982, il est envoyé en Israël, avec rang de ministre conseiller, pour rouvrir la mission diplomatique du Zaïre à Tel-Aviv. L’ambassade du Zaïre dans ce pays avait été fermée en 1973, dans une décision annoncée par Mobutu à la tribune de l’ONU à New York. En 1983, il est nommé ambassadeur extraordinaire et plénipotentiaire de la République du Zaïre en Israël. En 1985, il devient Administrateur Général de l’Agence nationale de documentation (AND). À ce titre, il préside durant 5 ans à la Commission de sécurité des pays de la Communauté économique des pays des Grands Lacs (Zaïre, Rwanda et Burundi). Il est à la base de la création d'entités de coordination avec les pays voisins du Zaïre dont la Zambie, la Tanzanie, l'Angola, l'Ouganda, le Kenya et le Soudan, pour s'efforcer de prévenir ou apaiser les conflits armés en Afrique centrale et Afrique de l'Est.
En 1990, il est nommé Conseiller politique du Chef de l'État. En 1991, après avoir assisté le chef de l’État aux négociations politiques avec l’opposition, à la suite de troubles, il est nommé ministre de la Défense nationale et des Anciens combattants dans le gouvernement d'Étienne Tshisekedi. Il est reconduit au poste de ministre de la Défense dans le gouvernement de Bernardin Mungul Diaka, puis dans celui de Jean Nguza Karl-I-Bond.
En 1996, à la suite de l'invasion du Zaïre par le Rwanda, le Burundi et l’Ouganda, il est chargé par le Président Mobutu de mener les négociations d’abord avec les présidents Yoweri Museveni et Paul Kagamé à Kampala et à Kigali, et ensuite en Afrique du Sud avec les responsables de l’administration américaine dont les sous-secrétaires d’État américains George Moose et Susan Rice. En 1997, il participe à l'organisation, avec le concours du Président Nelson Mandela, d'une ultime rencontre entre le président Mobutu et Laurent-Désiré Kabila. Mobutu espère négocier une transition et l'organisation d'élection, alors que Kabila est déjà en position de s'imposer, ses forces s'emparant des villes zaïroises, et ne veut négocier que les modalités de départ de Mobutu. En mai 1997, la chute de Mobutu surprend Honoré Ngbanda à Lomé au Togo.
Depuis la chute du président Mobutu, Honoré Ngbanda vit en exil en Europe où il a fondé l'Alliance des Patriotes pour la Refondation du Congo (APARECO). À travers son livre Crimes organisés en Afrique Centrale dont la préface est signé Charles Onana, il donne sa version de la chute du maréchal Mobutu, et de la situation en République démocratique du Congo.

## Controverse autour du massacre d’étudiants à l'Université de Lubumbashi
Ses détracteurs l’accusent d’être le responsable d'un massacre d’étudiants à Lubumbashi le 11 mai 1990,. Il récuse ces affirmations, précisant qu'au moment de ces événements, il n'était  plus depuis un peu plus d'un mois à la tête des services de sécurité mais conseiller politique du chef de l'État. Il minimise également ces massacres, parlant d'un mort, là où la presse internationale citait des témoignages évoquant une cinquantaine d'étudiants égorgés par la brigade spéciale présidentielle (DSP), troupe d'élite du président Mobutu.

## Controverse autour du massacre des chrétiens du 16 février et du1ermars 1992
Il est accusé également d'avoir joué un rôle majeur dans le massacre perpétré à la suite d'une marche des chrétiens le 16 février 1992. Il répond à cette accusation, via l'organisation qu'il a créé en exil, l'APARECO, par un extrait d'un rapport de la commission Crimes et Assassinats de la Conférence nationale souveraine. Ce rapport met en avant que ce n’est pas au ministre de la Défense nationale, Honoré Ngbanda qu'avait été incombé la charge de superviser cette manifestation, mais au ministre de l’Intérieur Mandungu Bula Nyati qui avait le maintien de l’ordre public dans ses attributions.

## Œuvres
- La problématique de la souveraineté dans les conférences nationales souveraines d’Afrique (Kinshasa 1993).
- Afrique: démocratie piégée, Éditions Équilibres Aujourd'hui, Condé-sur-Noireau, 1994.
- La transition au Zaïre : le long tunnel, Éd. Noraf, Kinshasa, 1995.
- Ainsi sonne le glas ! Les derniers jours du maréchal Mobutu, Éditions Gideppe, Paris, 1998  (ISBN 2951200021).
- Crimes organisés en Afrique centrale, préface de Charles Onana, Éditions Duboiris, 2004[8].
- Stratégie du chaos et du mensonge - Poker menteur en Afrique des Grands Lacs, (coécrit avec Patrick Mbeko), édition de l’Érablière, Montréal, 2014, 658p.  (ISBN 2981491008 et 9782981491008)

## Ouvrages et œuvres religieuses
- Dieu et la femme, avec la préface du Révérend Dr Diafwila-Dia-Mbwangi (Kinshasa, 1995).
- Otez la pierre (Kinshasa, 1996).
- Mariage biblique. Polygamie ou monogamie ? Avec la préface du Révérend Jean Louis Jayet, Grap-M, 77111 Soignolles, Paris, 1998.